# Herkules Dembowski
Herkules Dembowski, Ercole Dembowski (ur. 12 stycznia 1812 w Mediolanie, zm. 19 stycznia 1881 w Albizzate) – włoski astronom pochodzenia polskiego.

## Życiorys
Jego ojcem był Jan Dembowski (Dębowski), uczestnik powstania kościuszkowskiego, później adiutant generała Jana Henryka Dąbrowskiego, wreszcie włoski generał i gubernator Ferrary, uhonorowany przez Napoleona Bonaparte tytułem barona, który odziedziczył syn. Matką była Włoszka Matylda Viscontini, przyjaciółka Stendhala. 
Do 1843 służył w marynarce cesarskiej. Po wzięciu dymisji zamieszkał w Neapolu, gdzie początkowo po amatorsku zaczął zajmować się astronomią.
Szczególnie interesowały go gwiazdy podwójne, dokonał ponad dwóch tysięcy ich pomiarów. Zmierzył między innymi wiele podwójnych gwiazd z katalogu Friedricha Struvego i zauważył zmianę pozycji niektórych z nich w przeciągu lat ze względu na ich orbity jako podwójnych układów słonecznych. Jego publikacje wzbudziły zainteresowanie i uznanie w świecie naukowym. W roku 1878 otrzymał Złoty Medal Królewskiego Towarzystwa Astronomicznego.
Jego imieniem nazwany został krater Dembowski na Księżycu a także jedna z planetoid, (349) Dembowska.